# Dziękuję Bardzo
Dziękuję Bardzo (Pools voor Hartelijk bedankt) is een livealbum van het duo Klaus Schulze en Lisa Gerrard. Het muziekalbum met drie compact discs bevat muziek van een tweetal concerten die Schulze en Gerrard gaven; 12 november 2008 in Berlijn (Schiller Theater) en 13 november 2008 in Warschau (Bazylika Najświętszego Serca Jezusowego w Warszawie). Polen is daarbij een thuisconcert voor de Duitser, die populair is in Polen.
Schulze kwam, zo gebruikelijk, met zowel nieuw als oud werk. De nieuwe werken grijpen daarbij terug op de muziek uit zijn beginperiode; lange stukken met de Minimoog en sequencers. De kritieken over het album waren verdeeld. De ene fan vindt de toevoeging van Gerrards haast gotische stem een toevoeging, anderen vinden het uiterst irritant.
Er waren twijfels of dit album wel in de verkoop zou komen. Ten tijde van de uitgifte had SPV GmbH financiële problemen. Het verscheen in twee versies; een 3-cd en een enkele dvd.

## Musici
- Klaus Schulze: synthesizers
- Lisa Gerrard: stemmen

## Composities

### CD1
- Shoreless Two (28:23) (Warschau)
- Bazylika NSJ (41:34) (idem)

### CD2
- Godspell (20:25) (Warschau)
- Shoreless One (33:14) (Berlijn)

### CD3
- Ocean of innocence (41:42) (Berlijn)
- Spanish Ballerina (6:38) (idem)

## Opnamelocaties

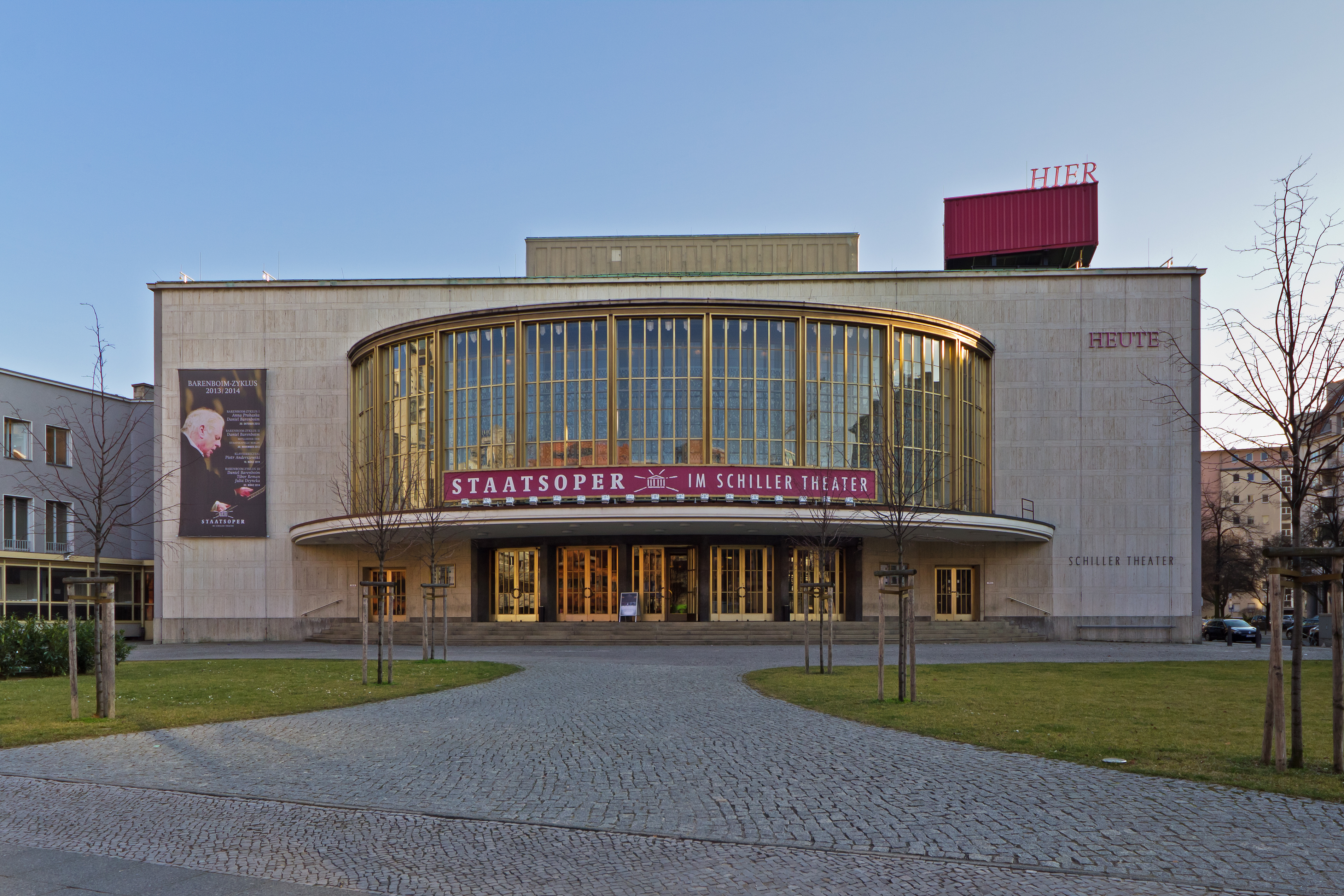
Schiller Theater

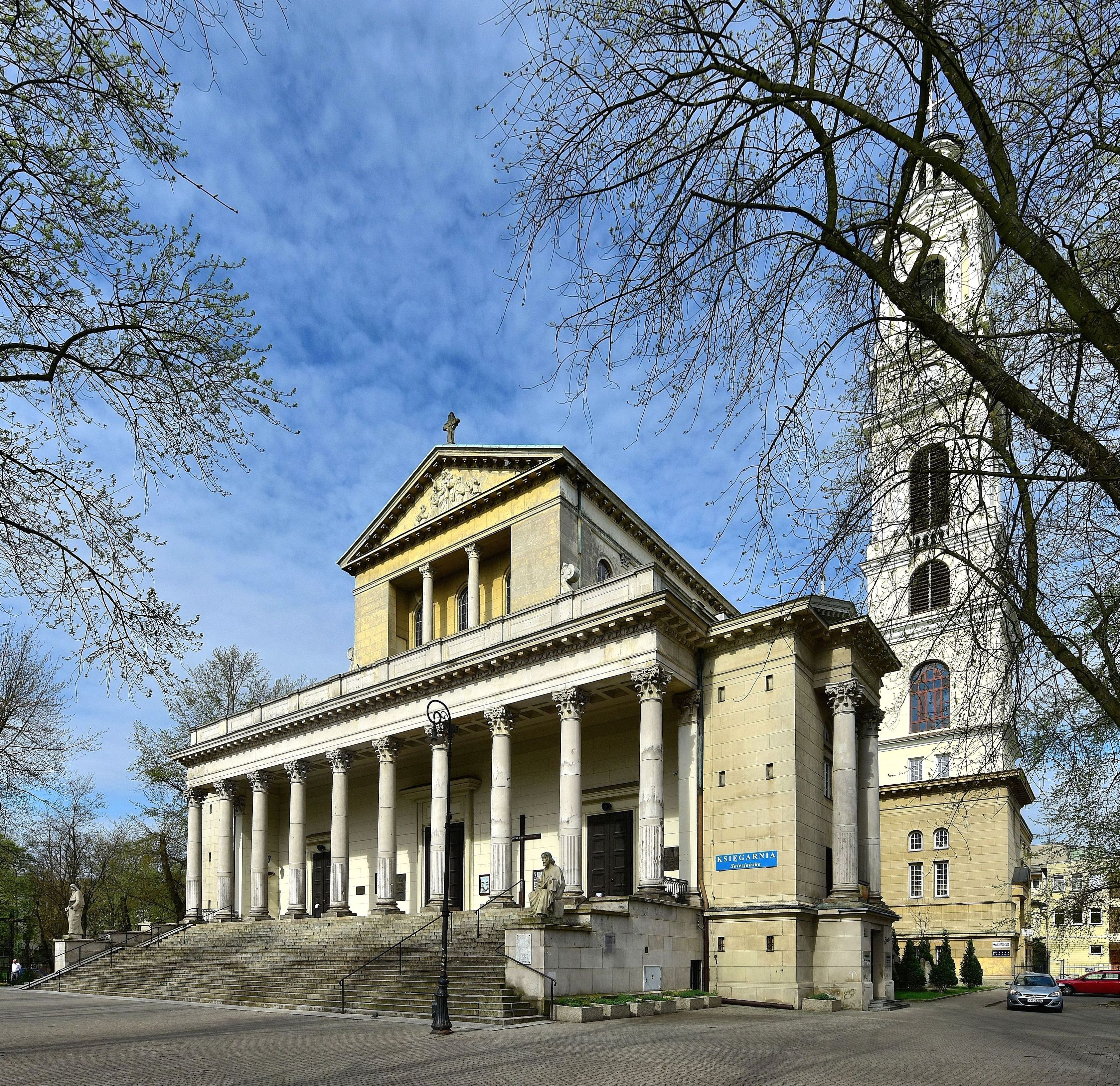
Basiliek Warschau